# Раковіца (комуна, Тіміш)
Раковіца (рум. Racovița) — комуна у повіті Тіміш в Румунії. До складу комуни входять такі села (дані про населення за 2002 рік):
- Дрегоєшть (456 осіб)
- Кепет (286 осіб)
- Раковіца (898 осіб)
- Сирбова (320 осіб)
- Фікетар (454 особи)
- Хітіаш (881 особа)

Комуна розташована на відстані 377 км на північний захід від Бухареста, 32 км на схід від Тімішоари.

## Населення
За даними перепису населення 2002 року у комуні проживали 3295 осіб.
Національний склад населення комуни:
| Національність   | Кількість осіб | Відсоток |
| ---------------- | -------------- | -------- |
| румуни           | 3150           | 95,6%    |
| українці         | 63             | 1,9%     |
| угорці           | 47             | 1,4%     |
| цигани           | 25             | 0,8%     |
| німці            | 4              | 0,1%     |
| словаки          | 3              | 0,1%     |
| серби            | 2              | 0,1%     |
| росіяни-липовани | 1              | < 0,1%   |

Рідною мовою назвали:
| Мова       | Кількість осіб | Відсоток |
| ---------- | -------------- | -------- |
| румунська  | 3171           | 96,2%    |
| українська | 70             | 2,1%     |
| угорська   | 39             | 1,2%     |
| циганська  | 5              | 0,2%     |
| німецька   | 3              | 0,1%     |
| словацька  | 3              | 0,1%     |
| російська  | 2              | 0,1%     |
| сербська   | 2              | 0,1%     |

Склад населення комуни за віросповіданням:
| Релігія        | Кількість осіб | Відсоток |
| -------------- | -------------- | -------- |
| православні    | 3092           | 93,8%    |
| п'ятдесятники  | 85             | 2,6%     |
| римо-католики  | 52             | 1,6%     |
| баптисти       | 23             | 0,7%     |
| греко-католики | 22             | 0,7%     |
| адвентисти     | 17             | 0,5%     |
| реформати      | 1              | < 0,1%   |

## Зовнішні посилання
- Дані про комуну Раковіца на сайті Ghidul Primăriilor